# Iran Fajr International 2003
Die Iran Fajr International 2003 im Badminton fanden vom 2. bis zum 5. Februar 2003 statt.

## Sieger und Platzierte
| Disziplin    | Gold                           | Silber                           | Bronze                              |
| ------------ | ------------------------------ | -------------------------------- | ----------------------------------- |
| Herreneinzel | Shoji Sato                     | Yousuke Nakanishi                | Yuichi Ikeda                        |
| Herreneinzel | Shoji Sato                     | Yousuke Nakanishi                | Ali Shahhosseini                    |
| Dameneinzel  | Saule Kustavletova             | Behnaz Perzamanbin               | Iva Vrova Al-Katrib                 |
| Dameneinzel  | Saule Kustavletova             | Behnaz Perzamanbin               | Negin Amiripour                     |
| Herrendoppel | Shoji Sato Yuichi Ikeda        | Shuichi Nakao Shuichi Sakamoto   | Igor Dmitriev Anuar Musafirov       |
| Herrendoppel | Shoji Sato Yuichi Ikeda        | Shuichi Nakao Shuichi Sakamoto   | Ali Shahhosseini Farhad Solaimani   |
| Damendoppel  | Ruzanna Hakobyan Anna Nazaryan | Iva Vrova Al-Katrib Hadil Kareem | Setaesh Afshordi Behnaz Perzamanbin |
| Damendoppel  | Ruzanna Hakobyan Anna Nazaryan | Iva Vrova Al-Katrib Hadil Kareem | Negin Amiripour Golnaz Faezi        |